# Märja
Märja är en småköping (estniska: alevik) i Tähtvere kommun i landskapet Tartumaa i sydöstra Estland. Orten ligger vid Riksväg 92, ca fem kilometer väster om staden Tartu.
I kyrkligt hänseende hör orten till Tartu Maria församling inom den Estniska evangelisk-lutherska kyrkan.